# Phil Neal
Phil Neal vagy teljes nevén Philip George Neal (Irchester, 1951. február 20. –) angol válogatott labdarúgó, edző.

## Pályafutása

### Klubcsapatban
Pályafutását a Northampton Town csapatában kezdte 1968-ban. 187 mérkőzésen lépett pályára és 28 alkalommal volt eredményes. 1974-ben a Liverpool szerződtette. 1974. november 16-án mutatkozott be egy Everton elleni bajnokin, amit a Goodison Park-ban játszottak. A Liverpoolt egészen 1985-ig erősítette. A nevéhez 455 mérkőzés és 41 gól fűződik, nyolcszoros angol bajnok, négyszeres ligakupa, ötszörös szuperkupa, négyszeres BEK, egyszeres UEFA-kupa és UEFA-szuperkupa győztes. 1985-ben a Bolton Wanderershez igazolt játékosedzőnek, ahol még négy szezont játszott, ezalatt 64 találkozón lépett pályára és 3 gólt szerzett.

### A válogatottban
1976 és 1983 között 50 alkalommal szerepelt az angol válogatottban és 5 gólt szerzett. Részt vett az 1980-as Európa-bajnokságon és az 1982-es világbajnokságon.

### Edzőként
1985 és 1992 között eleinte játékosedzőként, majd edzőként irányította a Bolton Wanderers csapatát. 1989-ben megnyerték a Football League Trophy serlegét. Ezt követően 1993-tól 1995-ig a Coventry City, majd 1996-ban a Cardiff City vezetőedzői feladatát látta el.

## Sikerei, díjai

### Játékosként
Liverpool
- Angol bajnok (8): 1975–76, 1976–77, 1978–79, 1979–80, 1981–82, 1982–83, 1983–84, 1985–86
- Angol ligakupa (4): 1980–81, 1981–82, 1982–83, 1983–84
- Angol szuperkupa (5): 1976, 1977 (megosztva), 1979, 1980, 1982
- Bajnokcsapatok Európa-kupája (4): 1976–77, 1977–78, 1980–81, 1983–84
- UEFA-kupa (1): 1975–76
- UEFA-szuperkupa (1): 1977

### Edzőként
Bolton Wanderers
- Football League Trophy (1): 1988–89